# Antonina
Antonina este un oraș în Paraná (PR), Brazilia. 